# De artisten-revue
De artisten-revue, ook bekend als Artistenrevue, is een Nederlandse kluchtige stomme film uit 1926 onder regie van Alex Benno. De film is gebaseerd op een revue van Michel Solser. Er wordt vermoed dat de film verloren is gegaan.

## Verhaal
Flipje is een manusje-van-alles die niet lang een baan kan houden. Reeds is hij lid van de reddingsbrigade, huisknecht, kelner, verkeersagent en expeditieknecht geweest. Hoewel hij keer op keer wordt ontslagen, verliest hij nooit zijn humeur. Alles verandert wanneer hij terechtkomt bij een specialiteiten-directie. De artiesten die er zouden optreden waren niet in staat de grens te passeren en een geplande uitverkochte revue dreigt afgelast te worden. Na vele dwaasheden wordt hij aangenomen door de directeur.
Gezamenlijk keuren Flipje en de directeur alle artiesten die sollicitatie doen. Onder de artiesten die langskomen bevinden zich illusionisten, soubrettes, transformatie-kunstenaars, worstelaars en het huwelijkskoppel Speenhoff. Uiteindelijk besluit Flipje zelf de gasten te vermaken, door op te treden als komiek. Omdat het publiek enthousiast reageert, wordt hij door de directeur geëngageerd. In korte tijd groeit hij uit tot een van de succesvolste artiesten van het land.

## Rolbezetting
| Acteur              | Personage |
| ------------------- | --------- |
| Alex de Meester     | Directeur |
| Isodoor Zwaaf       | Flipje    |
| Pauline Hervé       |           |
| Cesarine Prinz      |           |
| Marie Schafstad     |           |
| Stella Seemer       |           |
| Koos Speenhoff      |           |
| Aida de Beau Clair  |           |
| Matthieu van Eysden |           |
| Adèle Boesnach      |           |